# Super Mario World
Super Mario World (スーパーマリオワールド, Sūpā Mario Wārudo), originalmente chamado no Japão de Super Mario Bros. 4 (スーパーマリオブラザーズ4, Sūpā Mario Burazāzu fō), é um jogo eletrônico de plataforma desenvolvido pela Nintendo Entertainment Analysis & Development e publicado pela Nintendo, em 1990, para o console Super Nintendo Entertainment System (SNES). A história segue a jornada de Mario para salvar a Princesa Toadstool e a Dinosaur Land do antagonista Bowser e de seus capangas, os Koopalings. A jogabilidade é semelhante à dos jogos anteriores da série Super Mario: os jogadores controlam Mario ou seu irmão Luigi através de uma série de fases, cujo objetivo é alcançar um portão gigante em seu final. Super Mario World introduz Yoshi, um dinossauro que pode comer inimigos, bem como ganhar habilidades comendo cascas de Koopa Troopas.
O desenvolvimento de Super Mario World foi liderado pelo diretor Takashi Tezuka e pelo produtor e criador da série, Shigeru Miyamoto. É o primeiro jogo da franquia Mario desenvolvido especificamente para o SNES, e foi idealizado para aproveitar ao máximo as características técnicas do console. A equipe de desenvolvimento teve mais liberdade, em comparação com as versões da série para o Nintendo Entertainment System (NES). Yoshi foi concebido desde o primeiro Super Mario Bros., mas não foi usado até o lançamento de Super Mario World devido à limitações do NES. A trilha sonora do jogo foi composta por Koji Kondo, que trabalhou em melodias semelhantes, porém mais variadas, para diferenciá-lo de seus antecessores.
Super Mario World é frequentemente considerado um dos melhores jogos da série Mario, e citado como um dos melhores jogos eletrônicos já feitos. É o jogo mais vendido do SNES e um dos jogos mais vendidos de todos os tempos, com mais de vinte milhões de unidades comercializadas em todo o mundo. Seu sucesso levou a uma série de televisão animada com o mesmo nome e uma prequela, Yoshi's Island, lançada inicialmente em agosto de 1995. Foi relançado em várias ocasiões: fez parte da compilação de 1994 Super Mario All-Stars + Super Mario World para o SNES; foi relançado para o Game Boy Advance sob o título Super Mario World: Super Mario Advance 2 em 2001, no Virtual Console para os consoles Wii, Wii U e New Nintendo 3DS entre os anos de 2006 e 2016, e no catálogo do Super NES Classic Edition em 2017. Desde 2019, o jogo está disponível no Nintendo Switch através do serviço Nintendo Switch Online.

## Jogabilidade

Mario montado em Yoshi durante a segunda fase do jogo. Da esquerda para a direita, o HUD exibe o número de vidas, quantas Dragon Coins o jogador coletou, um multiplicador de pontos, a caixa de item armazenando um power-up, o tempo restante da fase, o número de moedas do jogador e a pontuação total.

Super Mario World é um jogo eletrônico de plataforma 2D de rolagem lateral, no qual o jogador controla os protagonistas Mario ou Luigi. Sua jogabilidade é semelhante à dos títulos anteriores da série Super Mario – Super Mario Bros., Super Mario Bros. 2 e Super Mario Bros. 3 – mas introduz novos elementos. Além de correr e pular, o jogador também pode voar com o auxílio de itens especiais e executar novos tipos de saltos, como o salto giratório. O jogo possui 96 saídas de fases no total.
O jogador navega por meio de duas telas: um mapa do overworld e um percurso de rolagem lateral. O overworld exibe uma representação aérea do mundo atual e possui vários caminhos que levam da entrada do mundo a um castelo. Os caminhos se conectam a painéis de ação, fortalezas, casas fantasmas, castelos e outros ícones do mapa, e permitem que os jogadores tomem diferentes rotas para alcançar o objetivo do mundo. Mover o personagem na tela, para um painel de ação ou castelo, permite o acesso a um estágio. A maior parte do jogo ocorre em fases lineares, povoadas com obstáculos e inimigos, onde o jogador pode correr, pular, se esquivar e derrotar oponentes. O jogador recebe uma série de vidas, que são perdidas se Mario entrar em contato com um inimigo enquanto estiver em sua forma pequena, cair em um buraco sem fundo, for esmagado, ou quando não concluir o estágio a tempo. O jogo termina quando o jogador fica sem vidas, embora ele possa continuar a partir do ponto de salvamento mais recente (uma fortaleza, casa assombrada ou castelo completados com sucesso) selecionando a opção "Continue". Cada mundo apresenta uma fase final com um chefe para derrotar; cada um dos sete mundos possui fortalezas controladas por um dos Koopalings, com o jogador também enfrentando Bowser em seu castelo no sétimo e último mundo. Super Mario World inclui uma opção multijogador que permite que dois jogadores joguem alternando turnos ao navegar no mapa do mundo e acessando as fases; o primeiro jogador controla Mario, enquanto o segundo controla seu irmão, Luigi.
Além dos power-ups presentes em jogos anteriores, como o Super Mushroom e Fire Flower, Super Mario World possui um novo power-up chamado Cape Feather, que dá a Mario uma capa e a capacidade de voar e planar no ar. O jogo também apresenta a capacidade de "armazenar" um power-up extra em uma caixa na parte superior central da tela. Por exemplo, se o jogador obtiver uma Fire Flower ou uma Cape Feather, um Super Mushroom aparecerá na caixa. Se Mario for atingido por um inimigo, o item armazenado na caixa cairá automaticamente. Alternativamente, o jogador pode liberar manualmente o item armazenado a qualquer momento.
O jogo introduz Yoshi, um dinossauro companheiro que Mario pode montar e que é capaz de comer a maioria dos inimigos. Se Yoshi tentar comer um Koopa ou sua casca, ele pode cuspi-lo nos inimigos. Se o jogador não cuspir a casca dentro de um determinado período de tempo, Yoshi a engolirá, tornando-a inútil. Ao segurar qualquer casca de Koopa em sua boca, Yoshi ganha a habilidade que corresponde à sua cor: uma casca azul permite que Yoshi voe, uma casca amarela faz com que ele emita nuvens de poeira que derrotam os inimigos próximos, e uma casca vermelha permite que ele produza três bolas de fogo que derrotam os inimigos. As cascas dos Flashing Koopas produzem todas as três habilidades, enquanto as cascas verdes não produzem nenhuma. O Yoshi mais comum é verde, mas o jogo também possui Yoshis ocultos azuis, amarelos e vermelhos; o jogador pode obter cada Yoshi colorido encontrando seu ovo em áreas escondidas e alimentando-o com cinco inimigos ou com uma estrela, Super Mushroom, Fire Flower ou Cape Feather, fazendo com que o bebê Yoshi amadureça.
Embora o objetivo principal seja navegar pelos sete mundos para chegar ao final do jogo, o jogador pode concluí-lo muito mais rápido usando rotas secretas da Star Road. Para acessar um mundo oculto, o jogador precisa encontrar as chaves espalhadas pelas fases do jogo. Quando uma chave é encontrada, ela deve ser levada a uma fechadura para destravar uma nova fase ou uma Star Road. Explorar esses estágios secretos pode levar a outros estágios, como o Special World. A conclusão do Special World muda permanentemente alguns dos sprites dos inimigos e altera o esquema de cores do mapa do overworld.

## Enredo
Após trazer paz ao Mushroom World em Super Mario Bros. 3, os irmãos Mario e Luigi decidem tirar férias com a Princesa Toadstool em um lugar chamado Dinosaur Land, um mundo com tema pré-histórico, cheio de dinossauros e outros inimigos. Enquanto descansa na praia, a Princesa Toadstool é capturada por Bowser. Quando Mario e Luigi acordam, eles tentam encontrá-la e, após horas de busca, encontram um ovo gigante na floresta. De repente, esse ovo eclode e dele sai um jovem dinossauro chamado Yoshi, que lhes diz que seus amigos dinossauros também foram aprisionados em ovos por Koopalings mal-intencionados. Mario e Luigi logo percebem que isso deve ser obra do malvado Rei Bowser e de seus Koopalings. Mario, Luigi e Yoshi decidem salvar Toadstool e os amigos dinossauros de Yoshi, atravessando a Dinosaur Land em busca de Bowser e seus Koopalings. Para ajudá-lo, Yoshi dá uma capa a Mario quando eles começam sua jornada. Mario e Luigi continuam a seguir Bowser, derrotando os Koopalings no processo e salvando os amigos de Yoshi. Eles finalmente chegam ao castelo de Bowser, onde enfrentam-no em uma batalha final. Eles enviam Bowser aos céus e salvam a Princesa Toadstool, restaurando a paz na Dinosaur Land.

## Desenvolvimento

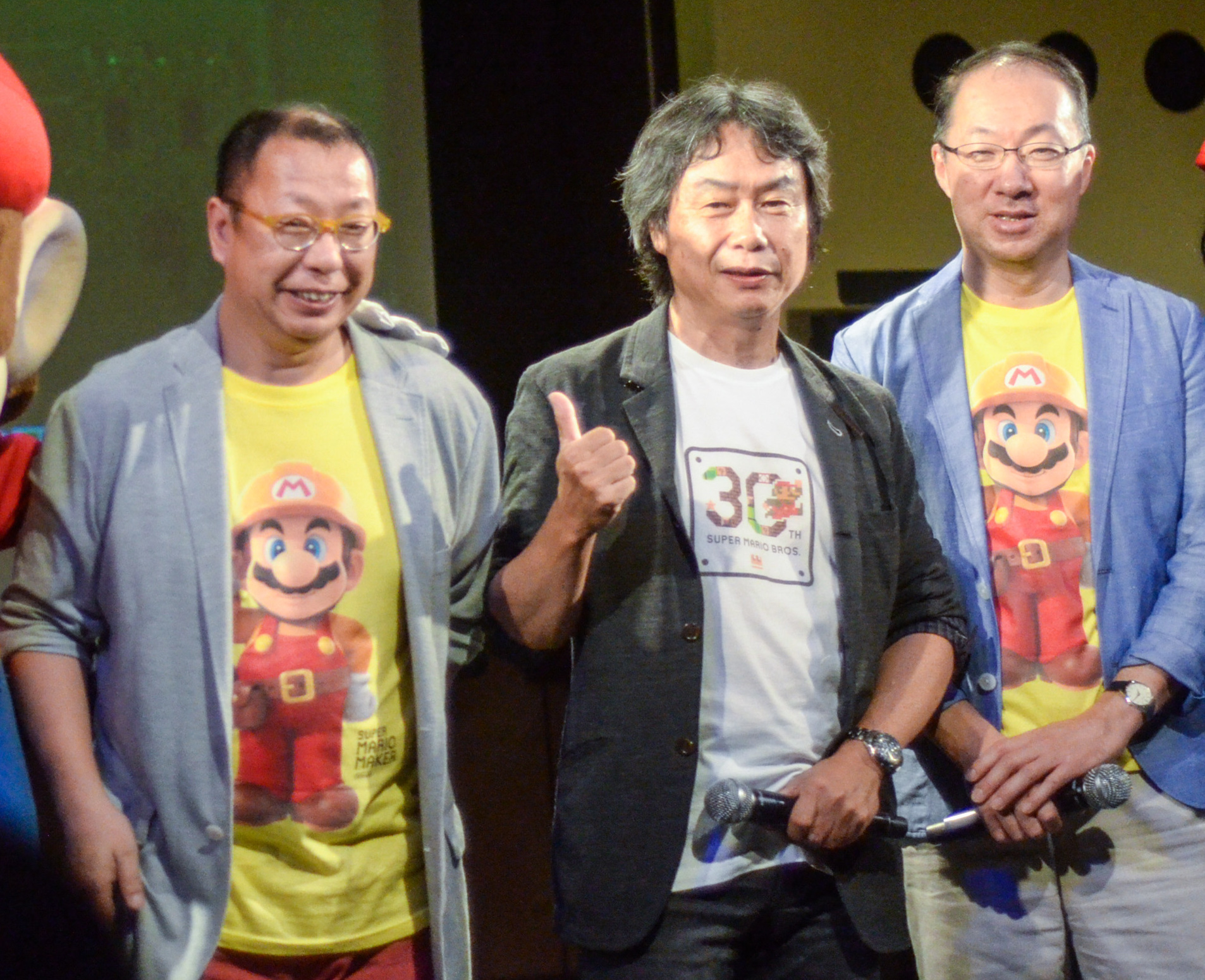
Da esquerda para a direita: o diretor Takashi Tezuka, o produtor Shigeru Miyamoto e o compositor Koji Kondo (imagem de 2015).

O jogo foi dirigido por Takashi Tezuka, enquanto que Shigeru Miyamoto, o criador das séries Super Mario e The Legend of Zelda, atuou como produtor. Shigefumi Hino assumiu o papel de designer gráfico. A Nintendo Entertainment Analysis & Development lidou com o desenvolvimento com uma equipe de dez pessoas, incluindo três programadores principais e um designer de personagem, a maioria dos quais havia trabalhado em Super Mario Bros. Em uma entrevista retrospectiva, a equipe central disse que Miyamoto exerceu a maior autoridade durante o desenvolvimento.
Super Mario World foi o primeiro jogo da série Mario desenvolvido para o então futuro Super Nintendo Entertainment System (SNES). Como tal, a equipe previu alguma dificuldade em trabalhar com um hardware novo e mais avançado. Segundo Tezuka, as ferramentas do software ainda não estavam totalmente desenvolvidas e a equipe teve que "prosseguir com o início de algo novo". Miyamoto reconheceu que a equipe não tinha mais restrições a certas mecânicas, como rolagem e o número de cores que podiam implementar. Como um experimento de hardware, a equipe portou Super Mario Bros. 3 para o SNES. No entanto, parecia o mesmo jogo para eles, apesar das cores e sprites aprimorados. Após isso, Miyamoto percebeu que o objetivo da equipe seria usar o novo hardware para criar algo "totalmente novo".
Miyamoto disse que gostaria que Mario tivesse um companheiro dinossauro desde Super Mario Bros., mas os engenheiros da Nintendo não puderam adicionar tal personagem ao jogo devido às limitações do Nintendo Entertainment System (NES). A inspiração para Yoshi pode ser traçada ainda mais longe; Miyamoto projetou um dragão verde para o jogo Devil World de 1984, que compartilhava muitas semelhanças com Yoshi. Durante o desenvolvimento de Super Mario Bros. 3, Miyamoto tinha vários esboços em torno de sua mesa, incluindo uma imagem de Mario cavalgando. Conforme o desenvolvimento de Super Mario World progredia, a equipe optou por ambientar o jogo em uma "terra de dinossauros", então Tezuka pediu ao designer Shigefumi Hino para desenhar uma criatura parecida com um réptil baseada nos esboços de Miyamoto. Hino originalmente produziu um design que Tezuka achou muito reptiliano e "não se encaixava no mundo de Mario", então ele encorajou o designer a criar um personagem "mais fofo". Tezuka especulou que o amor de Miyamoto por passeios a cavalo, bem como por temas country e western, influenciou a criação de Yoshi.
Refletindo sobre como ele havia criado melodias diferentes para Super Mario Bros. 3, o compositor Koji Kondo decidiu reutilizar os mesmos temas para Super Mario World, embora de uma forma reorganizada. Ao fazer isso, ele presumiu que os jogadores seriam capazes de reconhecer as mesmas melodias, ao mesmo tempo que os expunha a novas variações de música à medida que avançavam no jogo. Como Super Mario World foi o primeiro jogo desenvolvido para o SNES, Kondo ficou "muito feliz" por poder compor música usando oito sons ao mesmo tempo. Para expressar a novidade tecnológica do novo console, ele usou vários instrumentos diferentes, implementando-os um após o outro na música-título do jogo. À medida que o desenvolvimento avançava, Kondo começou a se preocupar em como as pessoas reagiriam às suas combinações incomuns de instrumentos, pois notou que o uso de ondas quadradas e triangulares mais tradicionais "ganhou aceitação" entre os consumidores. Para os efeitos sonoros do jogo, Kondo decidiu usar uma variedade de instrumentos musicais, ao invés de ondas quadradas, para enfatizar que o jogo usava tecnologia tradicional com um híbrido de novos materiais. Kondo levou cerca de um ano e meio para escrever todas as músicas para o jogo.
Super Mario World foi produzido durante uma guerra de consoles, resultado da rivalidade entre o SNES da Nintendo e o sistema Mega Drive da Sega, lançado há dois anos, com este último vendendo mais do que o console da Nintendo na época e levando a uma competição intensa entre os dois; foi a primeira vez desde dezembro de 1985 que a Nintendo não liderava o mercado, embora tenha eventualmente ultrapassado a Sega. O mascote da Sega, Sonic the Hedgehog, foi visto por muitos como uma alternativa mais rápida e "mais legal" em relação a Mario. Após o lançamento do jogo, Miyamoto admitiu publicamente que sentiu que o título estava incompleto e que o desenvolvimento foi levado às pressas para o final.

## Lançamento
Super Mario World foi lançado em 21 de novembro de 1990 no Japão. Foi um dos dois títulos de lançamento do SNES no Japão, junto com F-Zero. O jogo foi lançado na América do Norte em agosto de 1991. A Nintendo também lançou uma versão para máquinas de arcade para que os jogadores pudessem experimentar o jogo antes de comprá-lo. No Brasil, seu lançamento aconteceu no ano de 1993, juntamente com o lançamento do SNES no país.

### Relançamentos

Luigi montado em Yoshi durante uma das fases iniciais do jogo no seu relançamento para Game Boy Advance, intitulado Super Mario World: Super Mario Advance 2. Nesta versão, ao contrário do original, é possível jogar como Luigi no modo para um jogador.

O jogo foi relançado em uma versão especial da compilação Super Mario All-Stars, intitulada Super Mario All-Stars + Super Mario World, como um jogo empacotado junto com o SNES em dezembro de 1994. All-Stars contém remakes aprimorados dos primeiros quatro jogos da série Super Mario lançados para o NES: Super Mario Bros., Super Mario Bros. 2, Super Mario Bros. 3 e Super Mario Bros.: The Lost Levels. Em contraste com os outros jogos da coletânea, Super Mario World é praticamente idêntico à versão original, mas os sprites de Luigi foram atualizados para torná-lo um personagem distinto e não apenas uma troca de paletas de cores em relação à Mario.
Super Mario World foi portado para o Game Boy Advance como Super Mario World: Super Mario Advance 2 entre 2001 e 2002. Possui o mesmo número de fases que o original (embora com uma dificuldade atenuada), suporte para Cabo Game Link para quatro jogadores e a capacidade de salvamento. Recebeu avaliações positivas; os críticos gostaram de suas novas inclusões e retenção da "sensação" original do jogo para SNES. A GameSpot considerou-o o melhor jogo de fevereiro de 2002.
A versão para SNES foi lançada no serviço Virtual Console do Wii no Japão em 2 de dezembro de 2006, nos Estados Unidos em 5 de fevereiro de 2007 e na Europa em 9 de fevereiro de 2007. Foi lançado para o Wii U na América do Norte e Japão em 26 de abril de 2013, e na Europa em 27 de abril de 2013, juntamente com o lançamento completo do Virtual Console do Wii U. Uma versão para o Virtual Console do New Nintendo 3DS foi disponibilizada em 3 de março de 2016. Super Mario World também foi um dos 21 jogos de SNES incluídos no console dedicado Super NES Classic Edition em setembro de 2017. Em 5 de setembro de 2019, a Nintendo lançou Super Mario World em seu serviço Nintendo Switch Online como um título de lançamento.

## Recepção
O jogo vendeu mais de 20,61 milhões de cópias em todo o mundo para a sua versão original de SNES, tornando-o o jogo mais vendido do console. Nos Estados Unidos, Super Mario Advance 2 para Game Boy Advance vendeu 2,5 milhões de cópias e rendeu 74 milhões de dólares em receita até agosto de 2006. Durante o período entre janeiro de 2000 e agosto de 2006, tornou-se o segundo jogo portátil mais vendido nos Estados Unidos. Totalizando as vendas em todas as plataformas, o título vendeu mais de 26 milhões de unidades, constando entre os jogos mais vendidos de todos os tempos. Após o seu lançamento, Super Mario World recebeu aclamação da crítica. O agregador de resenhas GameRankings classificou-o como um dos jogos mais bem avaliados de todos os tempos, com uma pontuação agregada de 94% com base em nove avaliações.
O visual e a apresentação foram dois dos aspectos mais elogiados do jogo. Rob Swan, da Computer and Video Games, observou que os seus gráficos eram um excelente exemplo do que o então novo SNES era capaz de fazer, enquanto que na mesma análise, Paul Glancey observou da mesma forma, que os visuais eram impressionantes e ele se sentiu grato pelo jogo ter vindo gratuitamente com o console. Quatro revisores da Electronic Gaming Monthly deram prós semelhantes, mas comentaram que o jogo aproveitou pouco as capacidades do SNES em comparação com outros jogos disponíveis para o sistema. Retrospectivamente, diversos revisores concordaram que os visuais do jogo ainda eram de alta qualidade. Karn Bianco, da Cubed3, gostou do estilo visual descontraído do jogo e elogiou a Nintendo por manter tudo "bom e simples", projetando um jogo perfeito para crianças. Lucas Thomas, da IGN, descreveu o jogo como um salto significativo sobre os visuais da era 8 bits, mas em retrospecto sentiu que não se distinguia de ser uma continuação graficamente atualizada de seu antecessor, Super Mario Bros. 3. Em contraste, Frédéric Goyon, da Jeuxvideo.com, achou que o jogo trouxe todo o potencial do SNES (embora menos do que Donkey Kong Country), e Nadia Oxford, da USgamer, também sentiu que o jogo era uma versão menos rígida de seu antecessor. Skyler Miller, da AllGame, e Alex Navarro, da GameSpot, elogiaram os personagens bem desenhados do jogo, visuais coloridos e animações agradáveis. Morgan Sleeper, da Nintendo Life, achou que Super Mario World é o "Santo Graal gráfico" a que os jogos de estilo retrô aspiram, e ele insistiu que seu design se mantém bem até hoje.
Os revisores elogiaram o valor de rejogabilidade do jogo e a sua jogabilidade única em comparação com os títulos mais antigos da série Super Mario. Quatro revisores da Electronic Gaming Monthly elogiaram o número de segredos e diversidade entre suas fases, expressando apreciação pelo fato da Nintendo não reciclar assets de Super Mario Bros. 3. Swan e Glancey gostaram da jogabilidade viciante e do vasto número de fases, enquanto que Dan Whitehead, da Eurogamer, elogiou a divergência do jogo em relação ao seu estilo de plataforma linear e afirmou que Super Mario World foi um salto evolutivo para os jogos em geral. Da mesma forma, Goyon apreciou a opção de poder terminar o jogo usando rotas alternativas. Bianco opinou que o jogo é "um dos [títulos de] plataforma mais suaves que existem", enquanto que Thomas opinou que seu level design "magistral" e inovador melhora a experiência no geral. Da mesma forma, Navarro sentiu que o jogo apresenta algumas das melhores e mais desafiadoras fases que a série tinha oferecido até aquele momento, dizendo que "nada sobre o jogo parece fora do lugar ou supérfluo". Miller considerou a sua duração geral como seu aspecto mais forte, enquanto que Oxford opinou que a jogabilidade de Super Mario World poderia ser direta e complexa, devido à miríade de segredos que o jogo continha. Em retrospecto, Sleeper acreditava que a maior conquista do jogo era seu level design, chamando-o de uma "master class incomparável" com uma sensação constante de ímpeto.
O áudio do jogo também foi recebido positivamente pelos críticos. Swan acreditava que o jogo utilizava o chip PCM do SNES em seu potencial máximo, e tanto ele quanto Glancey concordaram que os seus efeitos sonoros eram "alucinantes". Thomas rotulou a trilha sonora como "mais um dos clássicos de Koji Kondo", mas, em retrospectiva, observou que não era tão memorável quanto seu trabalho anterior. Goyon elogiou a originalidade da trilha sonora do jogo e achou que a contribuição técnica do SNES permitiu que os jogadores desfrutassem de uma composição "globalmente magnífica". Tanto Goyon quanto Jason Schreier, da Kotaku, sentiram que seus efeitos sonoros rítmicos eram importantes e ajudaram a reforçar a atmosfera do jogo. Miller gostou do tom otimista da música de Super Mario World, e apreciou particularmente os efeitos sonoros ecoantes ouvidos quando Mario estava no submundo – um sentimento compartilhado por outros revisores. Tanto Sleeper quanto Navarro escreveram que o jogo apresentava a melhor música de toda a série Super Mario, com Sleeper elogiando a trilha sonora "atemporal" de Kondo e sua melodias memoráveis.

### Prêmios e reconhecimentos
O jogo recebeu prêmios de Jogo do Ano em 1991 pela Nintendo Power e Power Play. Retrospectivamente, muitos jornalistas declararam Super Mario World como um dos melhores jogos eletrônicos de todos os tempos. Em 2009, uma pesquisa conduzida pela revista Empire o considerou como "o maior jogo de todos os tempos". Em sua edição final em outubro de 2014, a Official Nintendo Magazine classificou Super Mario World como o terceiro maior jogo da Nintendo de todos os tempos, atrás de The Legend of Zelda: Ocarina of Time e Super Mario Galaxy. Em 2012, a Nintendo Power nomeou Super Mario World como o quinto maior jogo de todos os tempos, um passo acima de sua oitava melhor classificação em sua pesquisa de 2006. O jogo apareceu em várias listas de "melhores jogos eletrônicos de todos os tempos", como as da Electronic Gaming Monthly, Game Informer, Retro Gamer e GameSpot. Em 2007, a Retro Gamer classificou-o como o melhor jogo de plataforma de todos os tempos, enquanto que a USgamer o listou como o melhor jogo de plataforma da série Super Mario de todos os tempos em 2015.

## Legado
Como um jogo empacotado junto com o SNES, Super Mario World ajudou a popularizar o console e se tornou o jogo mais vendido de sua geração. Shigeru Miyamoto disse que Super Mario World é seu jogo favorito da franquia Mario.
Yoshi se tornou um dos personagens mais importantes da franquia Mario, reaparecendo em jogos posteriores da série Super Mario e em quase todos os jogos de esportes de Mario e títulos spin-off. Yoshi aparece como o personagem jogável principal na prequela de Super Mario World de 1995, intitulada Super Mario World 2: Yoshi's Island, que ajudou a levar a vários jogos focados no personagem. Um clone de Super Mario World, Super Mario's Wacky Worlds, estava em desenvolvimento para o dispositivo Philips CD-i pela NovaLogic de 1992 a 1993, mas foi cancelado devido ao fracasso comercial do console. Em uma pesquisa realizada em 2008, Yoshi foi eleito o terceiro personagem de jogos eletrônicos favorito no Japão, com Cloud Strife e Mario em segundo e primeiro lugar, respectivamente.
A DiC Entertainment produziu uma série animada de mesmo nome, consistindo em treze episódios, que foi exibida na NBC de setembro a dezembro de 1991. Super Mario World possui uma grande série de hacks ROM, com fãs usando softwares como o Lunar Magic para criar fases e adicionar novos gráficos, músicas e mecânicas; Kaizo Mario World é notável por ser apresentado em muitos vídeos Let's Play e popularizar a palavra Kaizo para significar hacks de extrema dificuldade. De forma semelhante, Super Mario World é um dos quatro jogos cujos recursos estão disponíveis em Super Mario Maker, um criador de fases personalizado lançado para Wii U em 2015, e em sua sequência de 2019 lançada para Nintendo Switch.